# Євген Йоганн Крістоф Еспер
Євген Йоганн Крістоф Еспер (нім. Eugenius Johann Christoph Esper; 1742-1810) — німецький натураліст, ентомолог. Автор численних біологічних таксонів.

## Біографія
Любов до природознавства Євгену прищепив батько, що був ботаніком-аматором. Здобув ступінь доктора філософії в університеті Ерлангена у 1781 році. З 1805 року очолював факультет природознавства Ерлангенського університету. У 1789 році був обраний членом Леопольдини.